# Erste Bank Novi Sad
Erste Bank Novi Sad (code BELEX : NSBN01) est une banque serbe qui a son siège social à Novi Sad, la capitale de la province de Voïvodine. Elle fait partie du groupe autrichien Erste Bank.

## Historique
Erste Bank Novi Sad a été admise au libre marché de la Bourse de Belgrade le 22 novembre 2012.

## Activités
Erste Bank Novi Sad est une banque commerciale qui propose des services bancaires aussi bien aux entreprises qu'aux particuliers. Elle propose des comptes courants, des chéquiers et des cartes de crédit, des prêts, des produits d'épargne, un service de banque électronique ; elle pratique le change et offre également des services de paiements internationaux. Elle travaille également avec les petites et les grandes entreprises,.

## Données boursières
Le 24 juin 2013, l'action de Erste Bank Novi Sad valait 103,50 RSD (0,90 EUR). Elle a connu son cours le plus élevé, soit 103,50 RSD (0,90 EUR), le 25 janvier 2013 et son cours le plus bas, soit 101,17 RSD (0,88 EUR), le 30 novembre 2012.
Le capital de Erste Bank Novi Sad est détenu à hauteur de 74,00 % par le groupe autrichien EGB Ceps Holding GmbH et à hauteur de 26,00 % par le groupe autrichien Steiermärkische Bank und Sparkassen AG.